# CATIA

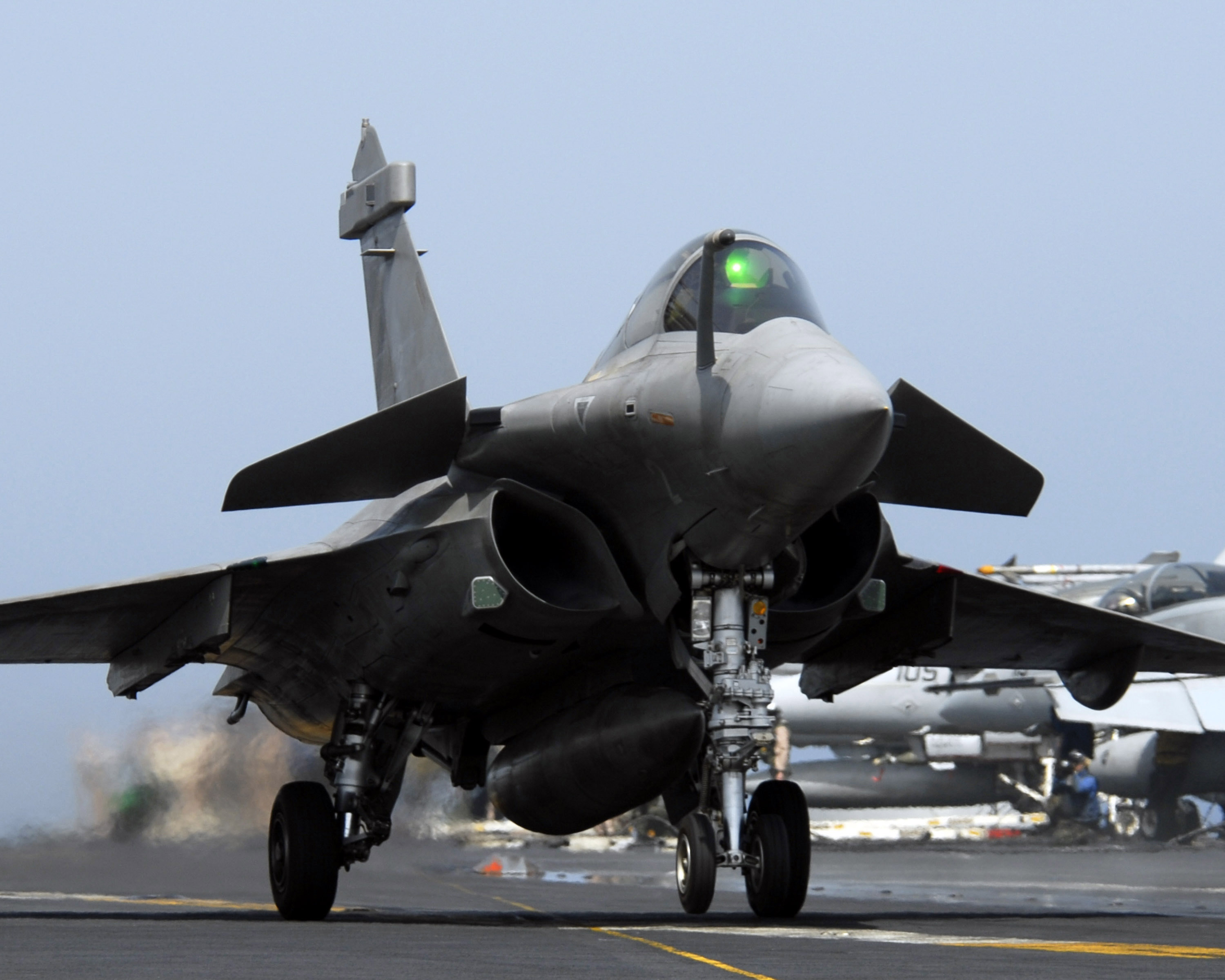
CATIA fue desarrollado inicialmente para la empresa francesa aeronáutica Dassault. Todos los aviones a partir de los años 70 han sido desarrollados con este programa.

CATIA (computer-aided three dimensional interactive application, aplicación interactiva tridimensional asistida por ordenador) es un programa informático de diseño, fabricación e ingeniería asistida por computadora comercial realizado por Dassault Systèmes. El programa está desarrollado para proporcionar apoyo desde la concepción del diseño hasta la producción y el análisis de productos. Está disponible para Microsoft Windows, Solaris, IRIX y HP-UX.
Provee una arquitectura abierta para el desarrollo de aplicaciones o para personalizar el programa. Las interfaces de programación de aplicaciones, CAA2 (o CAAV5), se pueden programar en Visual Basic y C++.
Fue inicialmente desarrollado para servir en la industria aeronáutica. Se ha hecho un gran hincapié en el manejo de superficies complejas. CATIA también es ampliamente usado en la industria del automóvil para el diseño y desarrollo de componentes de carrocería. Concretamente empresas como el Grupo VW (Volkswagen, Audi, SEAT y Škoda), BMW, Renault, Peugeot, Daimler AG, Chrysler, Smart y Porsche hacen un amplio uso del programa. La industria de la construcción también ha incorporado el uso del software para desarrollar edificios de gran complejidad formal; el Museo Guggenheim Bilbao, en España, es un hito arquitectónico que ejemplifica el uso de esta tecnología.
Actualmente los desarrolladores de CATIA siguen innovando su software. Está en desarrollo la versión de CATIA-V5-6R2019; una nueva experiencia de colaboración inmersiva en la que los equipos pueden colaborar mediante una realidad virtual que les conecta a través de "plug and play" (una pantalla para ponerse en la cabeza HTC Vive) para pasar inmediatamente a una experiencia de realidad virtual compartida en la que podrá pasear e interactuar con el producto.

## Historia
CATIA fue desarrollado en 1971 de manera interna por la empresa francesa productora de aviones Avions Marcel Dassault. En aquel momento, los clientes del software CADAM utilizaron CATIA para desarrollar el avión de combate Mirage. Más tarde fue empleado en el sector aeroespacial, automovilístico, construcción de barcos y otras industrias.
Inicialmente se llamó CATI (Conception assistée tridimensionnelle interactive- en francés para diseño asistido e interactivo en tres dimensiones), fue renombrado como CATIA en 1981 cuando Dassault creó una sucursal para desarrollar y vender el software y firmar un acuerdo de distribución no exclusivo con IBM.
En 1984, la compañía Boeing eligió CATIA v2 como su principal herramienta de CAD en 3D, convirtiéndose en su cliente más longevo.
En 1988, CATIA v3 fue transferido de la computadora central a un sistema operativo portable (UNIX).
En 1990, General Dynamics Electric Boat Coorporation estableció, al igual que Boeing, empleó CATIA como su principal herramienta de CAD en 3D para diseñar el buque de la armada estadounidense Virginia class submarine. Además, Lockheed estaba vendiendo su sistema CADAM de forma mundial a través del canal de IBM desde 1978.
En 1992, CADAM fue vendido por IBM, y al año siguiente CATIA CADAM V4 fue publicado.
En 1996, fue transferido de una a cuatro sistemas operativos de Unix, incluyendo IBM AIX, Silicon Graphics IRIX, Sun Microsystems SunOS, y Hewlett-Packard HP-UX.
En 1998, se lanzó V5 y fue una versión totalmente reescrita de CATIA con soporte para UNIX, Windows NT y Windows XP (desde 2001).
En los años anteriores al 2000, los problemas causados debido a la incompatibilidad entre las versiones de Catia (V4 y V5) dejó $6.1B en costes adicionales debido a años de retrasos en los proyectos de producción del Airbus A380.
En 2008, Dassault Systèmes lanzó CATIA V6. Mientras los servidores pueden funcionar en Microsoft Windows, UNIX o AIX, la atención al cliente para cualquier otro sistema que no fuese Microsoft fue eliminada.
En noviembre de 2010, Dassault Systèmes lanzó CATIA V6R2011x, el último lanzamiento de su plataforma PLM2.0, mientras continúa financiando y mejorando su software de CATIA V5.
En junio de 2011, Dassault Systèmes lanzó V6 R2012.
En 2012, Dassault Systèmes lanzó V6 2013x.
En 2014, Dassault Systèmes lanzó 3DEXPERIENCE Platform R2014x y CATIA en la Nube, una versión en la nube de su software.

## Fechas de lanzamiento
| Nombre/Versión | Versiones modificadas | Fecha     |
| -------------- | --------------------- | --------- |
| Catia v1       |                       | 1981      |
| Catia v2       |                       | 1984      |
| Catia v3       |                       | 1988      |
| Catia v4       |                       | 1993      |
| Catia v5       |                       | 1998      |
| Catia v5       | R7                    | 26/6/2001 |
| Catia v5       | R17                   | 5/9/2006  |
| Catia v5       | R18                   | 10/2/2007 |
| Catia v5       | R19                   | 23/8/2008 |
| Catia v6       | R2010                 | 23/6/2009 |
| Catia v5       | R20                   | 16/2/2010 |
| Catia v5       | R21                   | 5/7/2011  |
| Catia v6       |                       | 2011      |
| Catia v5-6     | R2012                 | 2012      |
| Catia v5-6     | R20                   | 2013      |
| Catia v5-6     | 6R                    | 2014      |
| Catia v5-6     | 6R                    | 2015      |
| Catia v5-6     | 6R                    | 2016      |
| Catia v5-6     | 6R                    | 2017      |
| Catia v5-6     | 6R                    | 2018      |
| Catia v5-6     | 6R                    | 2019      |

## Industria
CATIA puede ser aplicado a una amplia variedad de industrias, desde aeronáutica y defensa, automovilística y equipamiento industrial, hasta altas tecnologías tales como construcción de barcos, bienes de consumo, diseño en planta, embalaje de bienes de consumo, ciencias biológicas, arquitectura y construcción, procesos de generación de energía y petroleras; y otros servicios.
CATIA V4, CATIA V5, Pro/ENGINEER, NX, y son los sistemas dominantes de la plataforma.
Solidwork es considerado como el hermano pequeño de Catia puesto que también pertenece a Dassault Systèmes
La Compañía Boeing utilizó CATIA V3 para desarrollar su avión comercial 777 y CATIA V5 para la serie de aeronaves 787. La empresa tiene contratado el rango completo de los productos de diseño en 3D pertenecientes a Dassault Systèmes- CATIA, DELMIA, y ENOVIA LCA- utilizados para el desarrollo de las aplicaciones de Boeing.
Numerosas empresas además de Boeing utilizan CATIA, de las que cabe destacar las siguientes: Airbus, BAE Systems, Embraer, FNSS, Vought, AgustaWestland, Dassault Aviation…
| Nombre                  | Tipo                   | Versiones Utilizadas |
| ----------------------- | ---------------------- | -------------------- |
| Indian Light Combat     | Helicóptero de combate | CATIA V5             |
| Xian JH-7               | Avión/Bombardero       | CATIA V5             |
| Eurofighter Typhoon     | Avión/Caza             | CATIA V4 y V5        |
| Bell Boeing V-22 Osprey | Helicóptero de combate | CATIA V4, V5 y V6    |

### Automovilística
Muchas compañías automovilísticas utilizan CATIA en distintos grados, incluyendo BMW, Porsche, McLaren Automotive, Chrysler, Honda, Audi, Jaguar Land Rover, Volkswagen, SEAT, Škoda, Bentley Motors Limited, Volvo, Fiat, PSA Peugeot Citroën, Renault, Toyota, Ford, Scania, Hyundai, Tesla Motors, Rolls-Royce Motors, Valmet Automotive, Proton, Elba, Tata motors and Mahindra & Mahindra Limited. Goodyear lo utiliza para realizar neumáticos para automóviles y aeronaves y además utiliza un CATIA personalizado para su diseño y desarrollo.
Muchas compañías automovilística usan CATIA para la estructura de los coches. Bombardier Transportation (empresa canadiense de venta y fabricación de equipos de ferrocarril) está utilizando este software para diseñar toda su flota de motores de tren y vagones de pasajeros. Webasto utiliza CATIA para diseñar su techo.

### Construcción de barcos
Dassault Systèmes ha empezado a ser utilizado por los constructores de barcos con la versión de CATIA V5 edición 8, la cual incluye características especiales muy útiles para los constructores. GD Electric Boat emplea CATIA para diseñar el último modelo de los submarinos de ataque rápido pertenecientes a la Armada de los Estados Unidos, el Submarino clase Virginia. El Newport News Shipbuildings también utiliza CATIA para diseñar para diseñar el Clase Gerald R.Ford de portaviones para la Armada estadounidense. En 2004, el Grupo Beneteau (empresa vendedora de velas y motores de barcos) comenzó a utilizar CATIA para el desarrollo de los nuevos motores para los barcos de vela y de ocio.

### Equipamiento Industrial
CATIA tiene una fuerte presencia en la industria del Equipamiento Industrial. Las compañías de Manufactura como Schuler y Metso emplean CATIA, al igual que las compañías de maquinaria pesada como Claas, y también varias compañías de producto de equipamiento industrial como Alstom y ABB. Otras empresas, como Michelin, lo utilizan también en su producción.

### Altas tecnologías
Algunas de las empresas de altas tecnologías están utilizando CATIA para diseñar sus productos. Un ejemplo de dichas empresas son: Nokia, Nikon, Pegatron (empresa taiwanesa de electrónica)…

### Energía, procesado y servicios públicos
Suzlon Energy utiliza CATIA para fabricar palas de turbinas. Por otro lado, Gamesa lo emplea para diseñar y fabricar aerogeneradores.

### Productos de consumo y venta al por menor
Procter & Gamble optimiza sus embalajes mediante el uso de CATIA.

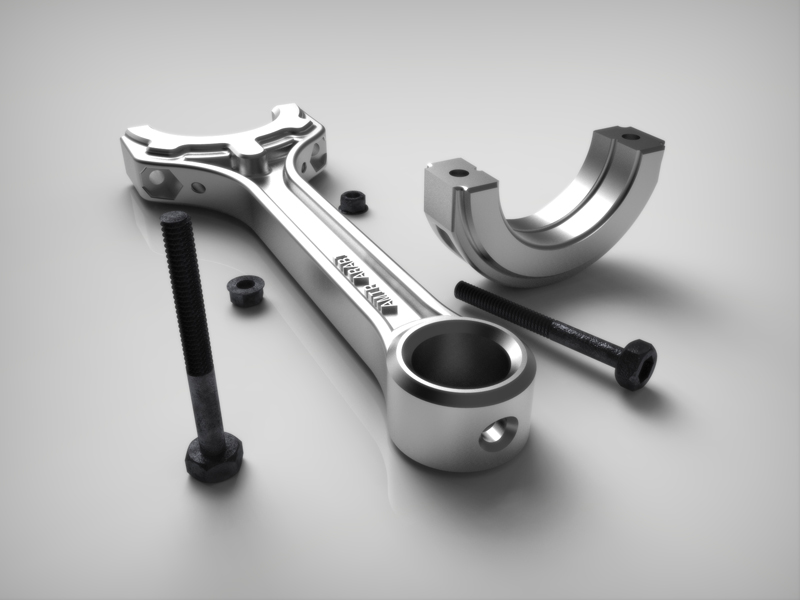
Ejemplo de modelado en CATIA

### Arquitectura
El arquitecto Frank Gehry ha utilizado el software para sus galardonados edificios curvilíneos. Su rama dedicada a la tecnología, ha estado desarrollando un software basado en CATIA V5 llamado Digital Project. Este proyecto compite por ser el número uno del mercado con Graphisoft's ARCHICAD, Revit, Bentley Systems y otras aplicaciones de modelado de información de construcción.

## Ámbito de aplicación
Comúnmente se hace referencia al paquete de software referido al tratamiento del ciclo de vida del producto en 3D, CATIA aparece en múltiples etapas del desarrollo del producto (CAx), incluyendo la conceptualización, diseño (CAD), ingeniería (CAE) y producción (CAM). CATIA facilita la colaboración con la ingeniería mediante las disciplinas referidas a plataformas de experiencia en 3D (3DEXPERIENCE), donde se incluyen aspectos de superficies y diseños nuevos, diseño de sistemas fluidos y electrónicos, ingeniería mecánica e ingeniería de sistemas.
CATIA facilita el diseño de sistemas electrónicos, eléctricos y distributivos como los sistemas HVAC.

### Ingeniería mecánica
CATIA posibilita la creación de piezas en 3D, bocetos en 2D, chapa, materiales compuestos, moldeados, forjados o piezas de herramientas hasta la definición de su montaje mecánico. El software proporciona una tecnología avanzada para el mecanizado de superficies y BIW. Proporciona herramientas para completar las definiciones del producto, incluyendo tolerancias funcionales así como definiciones cinemáticas. CATIA aporta un amplio rango de aplicaciones para el diseño de utillaje. En el caso de la ingeniería aeroespacial se incluye un módulo nuevo que ofrece a los usuarios una combinación de las capacidades de generación de diseño de laminados y diseños de superficies.

### Diseño
CATIA ofrece una solución para facilitar el proceso de trabajo y visualización para crear, modificar, y validar formas complejas e innovadoras para el diseño industrial. CATIA aparece en múltiples etapas del diseño del producto desde sus primeros bocetos o desde los bocetos en 2D.

### Ingeniería de sistemas
La solución de ingeniería de sistemas de CATIA reparte un único, abierto y extensible desarrollo de la plataforma de sistemas (de ingeniería) que integra completamente el área multidisciplinar de moldeado, simulación, verificación y la ayuda en el proceso de negocio requerido para desarrollar productos cyber-físicos complejos. Esto permite a las organizaciones evaluar propuestas de cambios, o desarrollar nuevos productos o variantes del sistema utilizando una actuación unificada basada en el enfoque de los sistemas de ingeniería. La solución se dirige a la ingeniería de sistemas basada en modelos (MBSE), el cual necesita que los usuarios desarrollen los productos y sistemas inteligentes de hoy en día, y que comprende los siguientes elementos: Requisitos de la Ingeniería, Modelado de los Sistemas de Arquitectura, Modelado de los Sistemas de Comportamiento y Simulación, Gestión de Configuración y Trazabilidad del Ciclo de la Vida, Desarrollo de Sistemas de Automotriz Insertada (Constructor AUTOSAR) y Desarrollo de los Sistemas de Automatización Industrial (ControlBuild).
CATIA hace uso de un lenguaje abierto conocido como "Modelica" tanto en el Modelado de Comportamiento Dinámico de CATIA, como en Dymola, para conseguir un modelo ´rápido y fácil, y así simular complejos que abarcan múltiples disciplinas de ingeniería. CATIA y Dymola están extendidas gracias a la disponibilidad de un gran número de industrias y el dominio de bibliotecas específicas del lenguaje complejo Modelica que permiten al usuario modelar y simular un amplio rango de sistemas complejos (abarcando desde la dinámica de vehículos automotrices hasta la dinámica del vuelo de aeronaves).

### Sistemas eléctricos
CATIA V5 ofrece una solución para desarrollar el diseño y producción de sistemas eléctricos que abarcan el proceso completo desde el diseño conceptual hasta su producción. Con esta versión de CATIA se puede crear fácilmente arneses de cables diseñándolos directamente en 3D. Además permite crear las diferentes piezas y unirlos con los arneses de cables creados.

### Sistemas de fluidos
CATIA proporciona una solución para facilitar el diseño y la producción de sistemas de distribución, incluyendo tramos de tuberías (cañerías), canalización, calefacción, ventilación y aire acondicionado (HVAC). Las capacidades de CATIA para este aspecto incluye diagramas en 2D para elementos hidráulicos, neumáticos, sistemas HVAC, así como diagramas de tuberías e instrumentación (P&ID). También posee capacidades mayores que permiten que dichos diagramas en 2D puedan interactuar con la planificación de ruta y colocación de las componentes del sistema, en el contexto de la realización de modelo a escala de manera digital de la planta de proceso o producción completa, desde el reparto de la información de producción incluyendo reseñas y planos isométricos de canalización.

## Compatibilidad de archivos y conversión de CATIA V4/V5/V6
Dassault Systèmes proporciona herramientas para convertir los archivos de CATIA V4 de forma que sean accesibles para las nuevas versiones de CATIA V5 y V6. Sin embargo, algunos casos muestran que pueden existir problemas en la conversión de datos de CATIA V4 a CATIAV5 desde diferencias en el modelado de conversión geométrica de ambas o debido a los métodos de modelado utilizados por el usuario final. El porcentaje de pérdida de dichos datos puede minimizarse utilizando una apropiada limpieza de preconversión, eligiendo las opciones de conversión más apropiadas, realizando una limpieza previa después de la conversión.
La conversión de CATIA de las versiones 4 a la 5 han causado problemas para los Airbus A380. Dichos problemas dejaron $6,1 millardos en costes adicionales debido a años de retrasos en los proyectos cuando se dieron cuenta de que el cableado era demasiado corto para realizar las conexiones.
La transición de la versión V5 a la versión V6 fue más sencilla debido a que comparten el mismo modelado de conversión geométrica. La tercera parte de los archivos referidos a la traducción entre versiones también convierten los archivos de CATIA entre las dos versiones.

## Galería

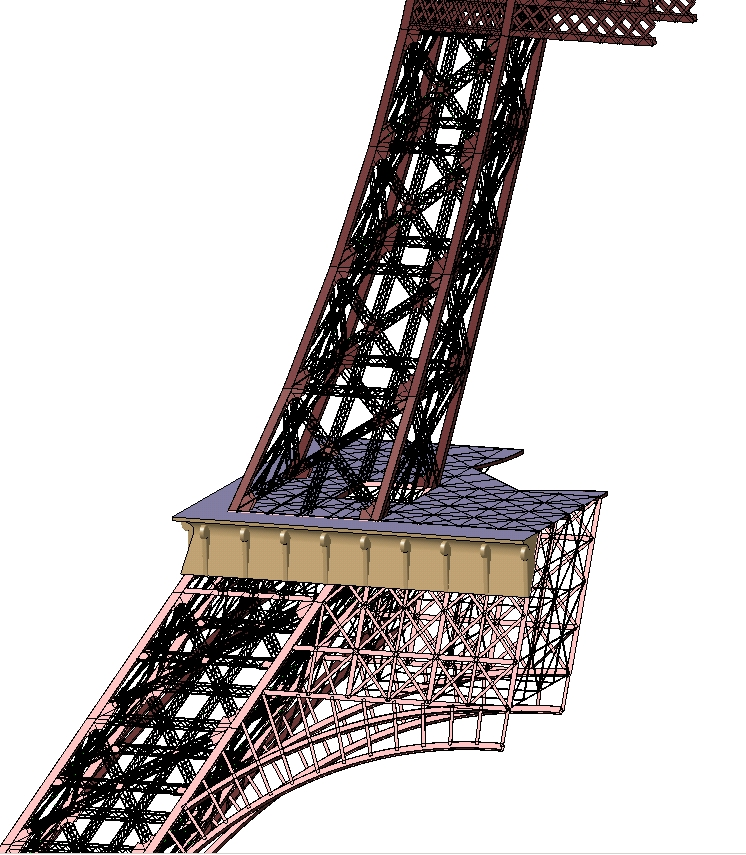
Parte norte de la torre Eiffel
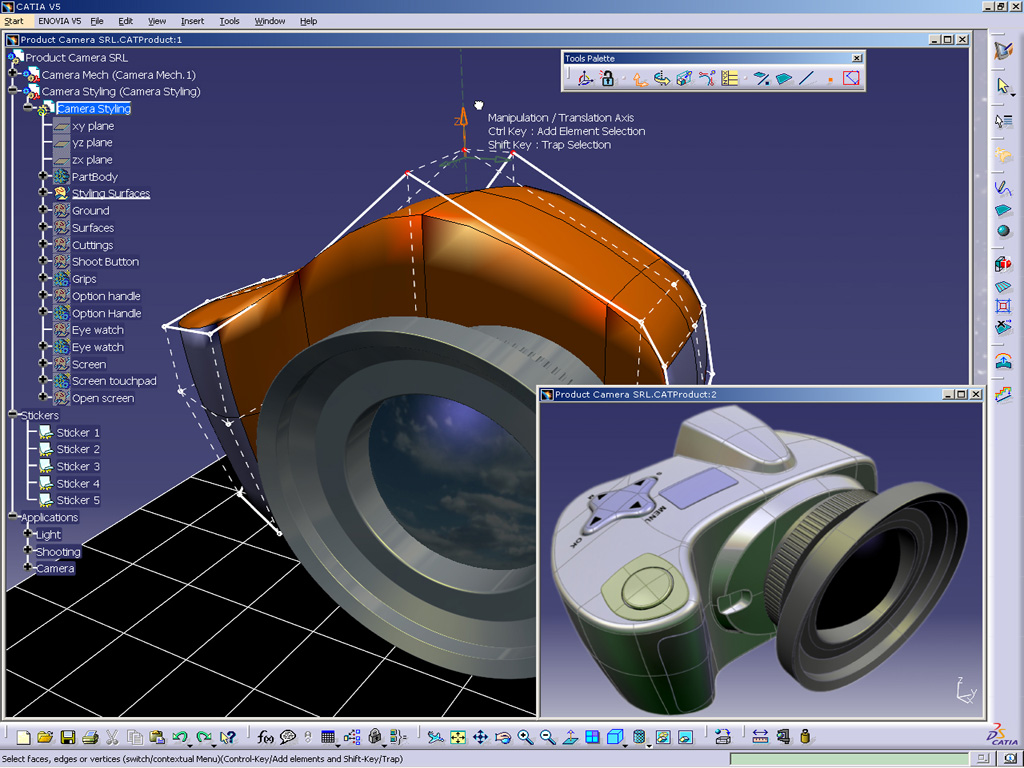
Concepto de producto
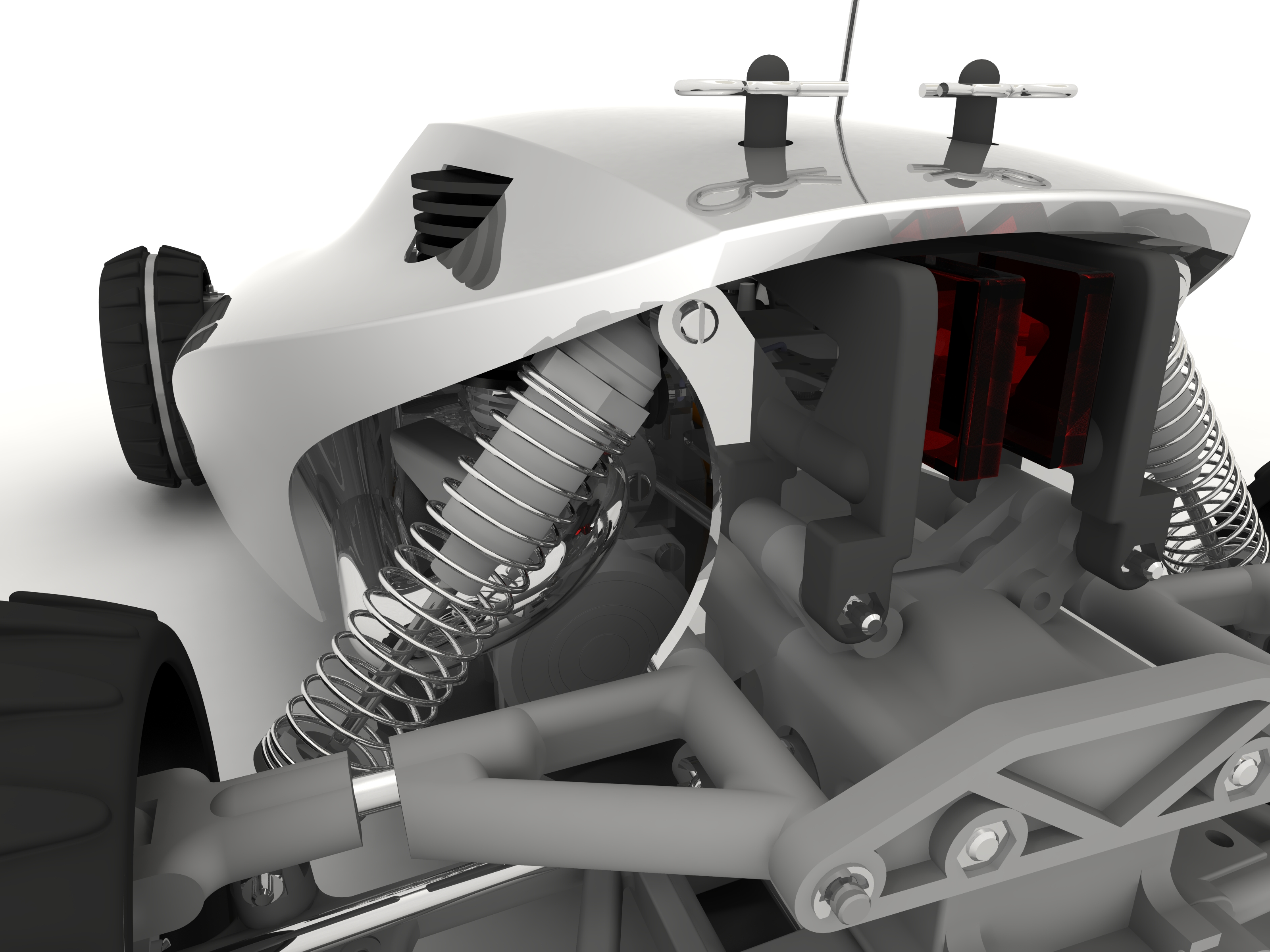
Renderizado hecho con CATIA
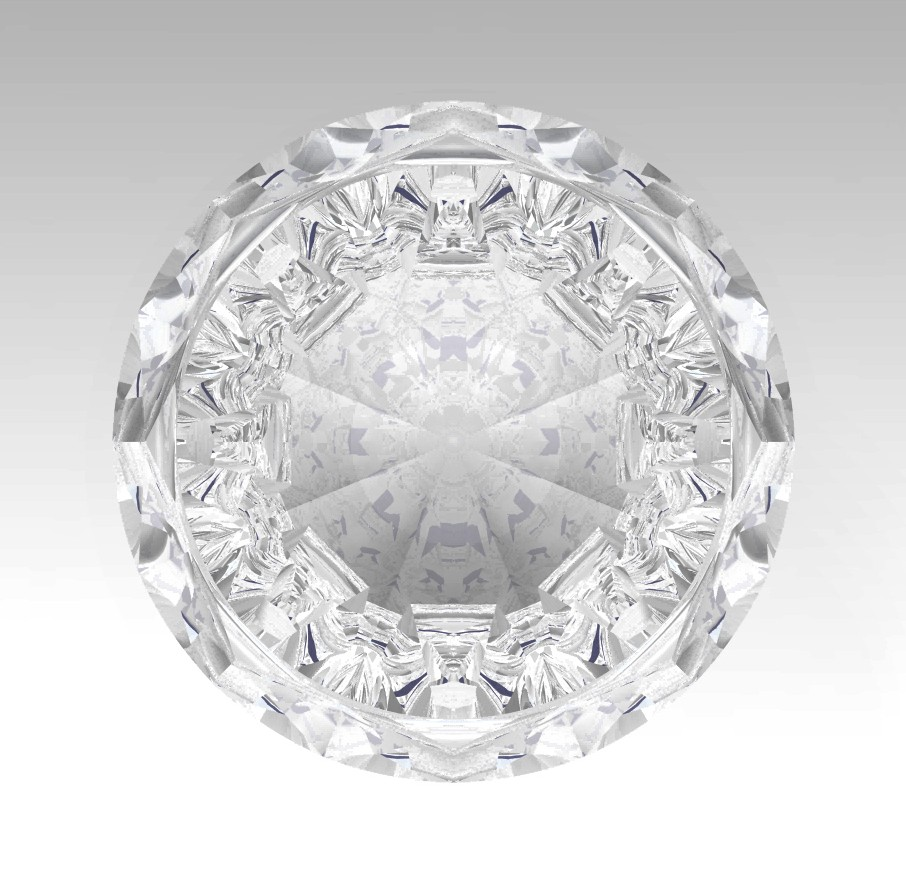
Renderizado de un diamante con CATIA
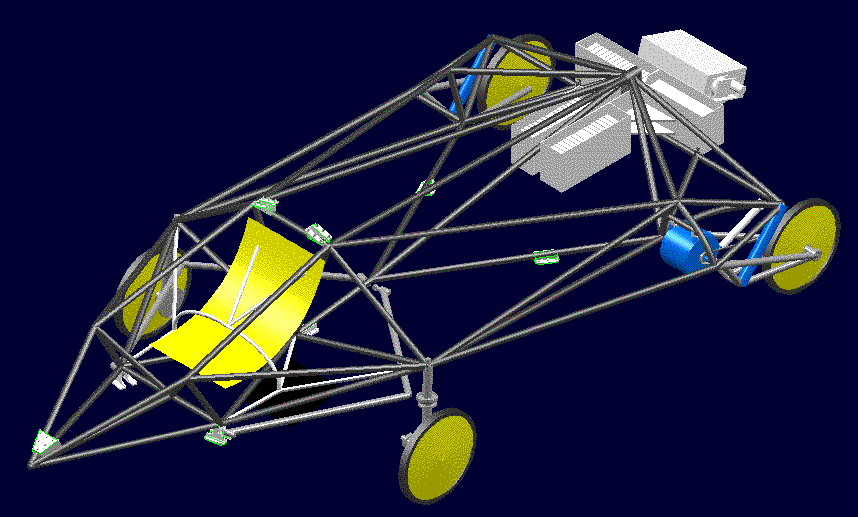
Chasis de un coche
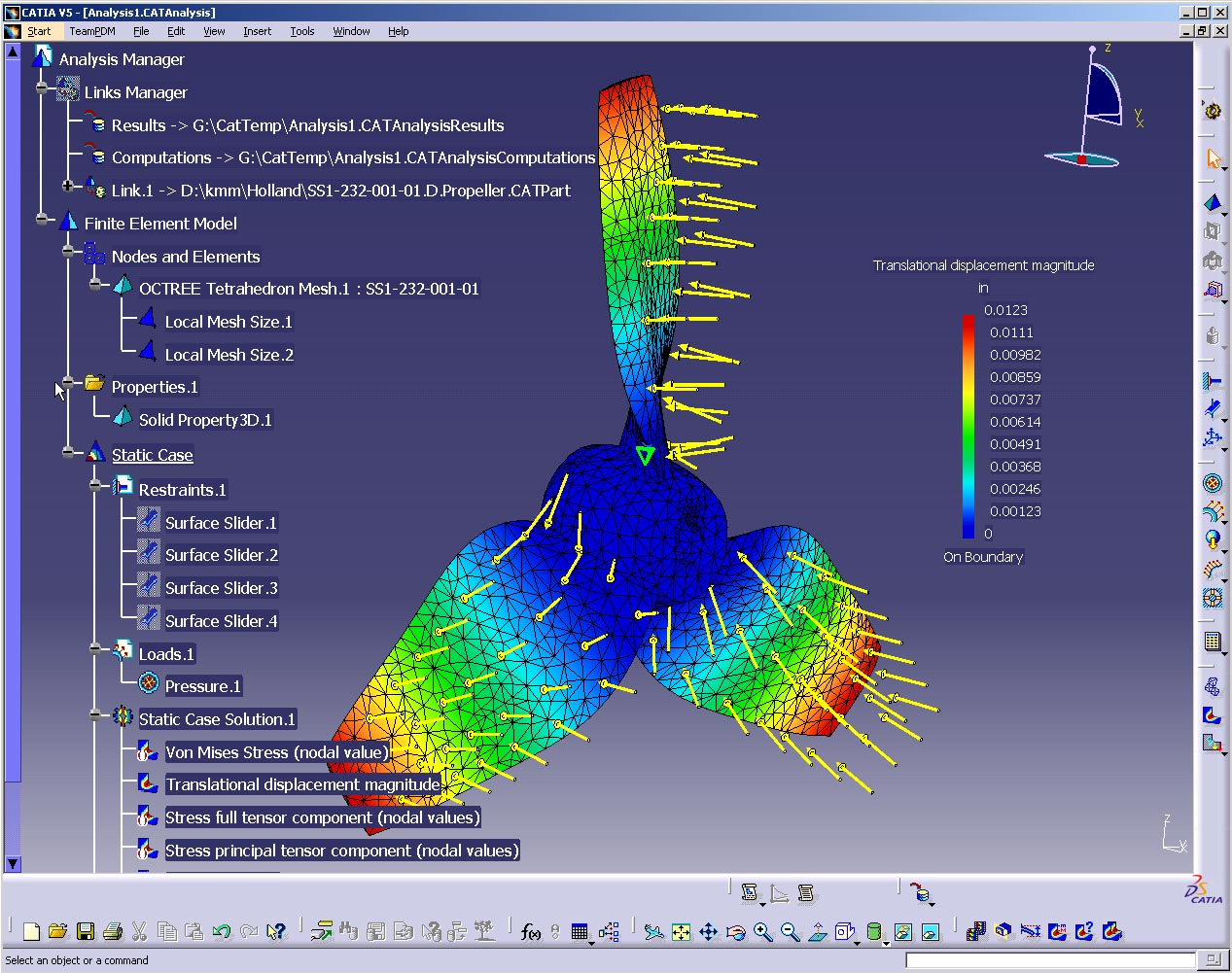
Análisis de una hélice realizado con CATIA